# Guillem Martí Misut
Guillem Martí Misut (Es Mercadal, 5 de setembre de 1985) és un futbolista menorquí, que ocupa la posició de davanter. Es va formar al planter del RCD Mallorca, passà després pels filials de Cadis CF i Reial Saragossa. L'estiu del 2010 fitxà pel SV Ried austríac, que milita a la Lliga austríaca de futbol.